# سر ريغ سوم (أيسين)
سر ریغ سوم (بالفارسية: سرریگ سوم) هي قرية تقع في إيران في قسم أيسين الريفي. يقدر عدد سكانها بـ 248 نسمة .